# Nepalesiska köket

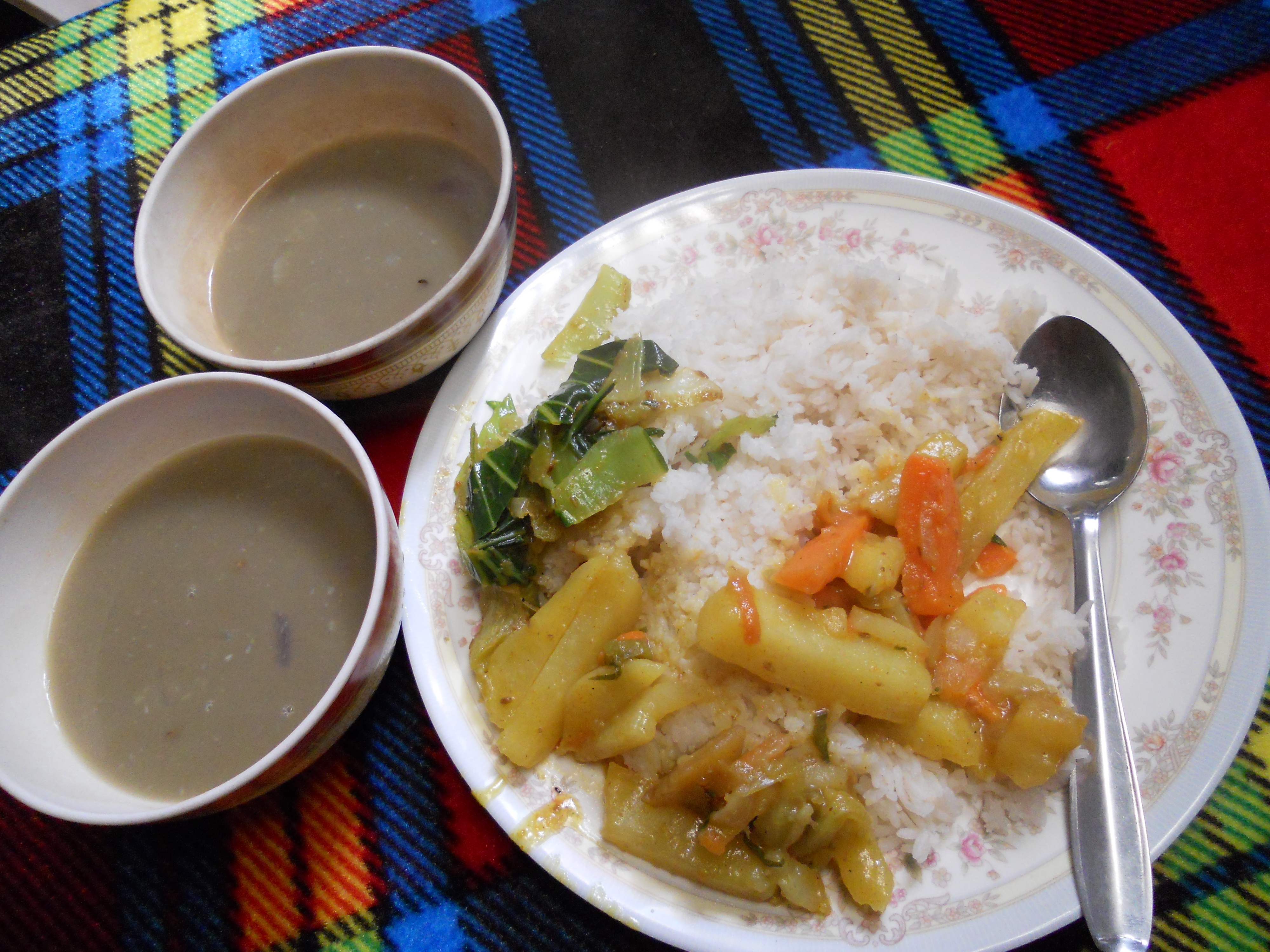
Dal-bhat-tarkari, alltså linssoppa, ris och grönsakscurry.

Det nepalesiska köket har på grund av den stora kulturella och geografiska mångfalden, en stor mängd olika matkulturer beroende på etnicitet, jordmån och klimat. Dal bhat (nepali: दाल भात तरकारी) äts dock i hela landet. Dal är en soppa gjord på linser och kryddor. Den serveras tillsammans med kokat ris, bhat, och oftast tillsammans med tarkari, en grönsakscurry. En vanlig smaktillsats är en liten mängd väldigt stark chutney (चटनी) eller achaar (अचार). Dessa tillagas antingen av färska ingredienser eller läggs in på ett sätt som är vanligt i Indien. Det finns en enorm variation av sätt som man kan tillaga den här måltiden på. Andra sidotillsatser kan vara skivad citron (kagati), lime (nibua) eller färsk chili (khursani).

## Olika kasters kök

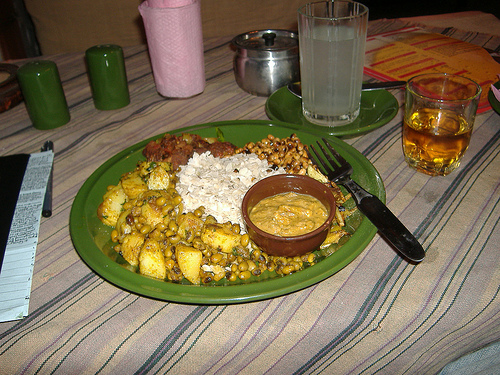
Typisk newarisk rätt med baji.

- Det newariska köket - Newarer är en etnisk grupp som ursprungligen kommer från Kathmandudalen. Dessa äter vanligen köttet från vattenbuffeln, dock inte de mest trofasta hinduerna, då de menar att de är för lika den heliga kon. De äter det bland annat i form av momos, men har många olika rätter baserade på vattenbuffeln.
- Köket hos Khas eller Pahari har anpassat sig efter kostrestriktioner tillhörande deras höga kast. Dal Bhat Tarkari är deras dagliga kost, och äts vanligen två gånger dagligen. Vissa av kasterna, bland annat Brahman och Chhetri har traditionellt ätit getkött (Khasi) och fisk. På grund av brister i jorden är dock andra sädesslag än ris vanliga i kosten, bland annat blir ris så kallade roti- eller chapatibröd. Majs (makai), bovete (fapar), korn (jau) eller hirs (kodo) används för tillgandet av det grötlika dhiro eller ato. Tarkari kan bestå av spenat eller andra grönsaker (sag), inlagda och torkade grönsaker (bland andra gundruk, rädisa, potatis (alu), gröna bönor (simi), tomater (golbeda), blomkål (kauli) och vitkål (bandakopi)). Frukter som traditionellt odlas är mandarin (suntala), lime (kaguti), citron (nibuwa), sandpäron (nashpati) och myrica (kaphal). Yoghurt (dahi) och köttcurry (masu) eller fisk (machha) serveras som sidorätter när det finns. Kyckling (Kukhura) och fisk accepteras vanligen, förutom för de som tillhör den allra högsta brahminkasten (Bahun), som endast äter getkött (khasi). Rättstrogna hinduer äter aldrig kokött (gaiko masu), eftersom kon är helig inom hinduismen. I paharisamhällen så åts endast griskött (sungurko masu) från domesticerade grisar av Magarer, Kirater och Daliter, medan Chhetri traditionellt jagade och åt viltsvin (bangur ko masu). Man har numera domesticerat en ättling till viltsvinen som äts i vissa pahari-kulturer, där man traditionellt inte ätit griskött.
- Olika etniska variationer från det mellersta kulliga området i Nepal - Kött från vattenbuffel eller gris äts av många janajati, en ursprungsbefolkning vars seder härstammar från hinduismen. Magarer åt traditionellt griskött, men inte vattenbuffel, medan Gurung gjorde vice versa. Mer österut har Tamang, Rai och Limbu-folken unika matkulturer, som bland annat inkluderar fermenterade sojabönor (yangben), en speciell sorts mossa, tillagning av bambuskott, bröd gjort från bovete eller hirs och den traditionella drycken tongba (hirsöl).[2][3]
- Himalayansk matkultur - Den mesta matkulturen har inspirerats från den tibetanska kulturen. Bovete, korn och hirs är viktiga och toleranta sädesslag som ofta tillagas till nudlar eller tsampa (rostat mjöl), eller gjord till alkoholhaltiga drycker (se nedan). Potatis är en annan viktig stapelföda. En stor mängd ris importeras från lågländerna. Kött och mjölk från jakar är också en viktig del i födan. Kött tillagas ofta i form av momos.
- Thakalisk matkultur - Thakali är en folkgrupp från Tibet som bosatt sig i Kali Gandaki-dalen, som är en gammal och relativt enkel handelsväg genom det höga Himalaya. Yak och hybrider mellan Yak och Kor, som lokalt kallas jhopa konsumerades av låga kaster. Två olika sorters får, bheda och chyangra eller chiru har importerats från Tibet. Thakaliköket använder sig också av lokala grödor, såsom bovete, korn, hirs och ris, medan linser importeras från låglandet i söder. Eftersom de flesta thakali-folken har varit involverade i handel har de kunnat importera mycket grönsaker och frukter från låglandet. En stor variation av grönsaker konsumerades dagligen och vissa, speciellt rädisa och rödbeta, torkade och ofta tillagade med fårkött. Soppa tillagas från spenat som kallas gyang-to serverades med en nypa timur-ko-choup (ett mattillbehör tillagat av rött chilipulver, svartpeppar, salt och lokala örter). Thakaliköket är populärt i Nepals städer.
- Som snacks i Nepal kan man äta torkad eller poppad majs (khaja), beaten rice (chyura), torrostade sojabönor (bhhatmas), lapsi (torkad frukt), samosa.
- Drycker - masala tea (masala chiya) dricks vanligen mjölk och socker, juicie från sockerrör (sarbat) och kärnmjölk (mahi). Bland alkoholhaltiga drycker finns rakshi, sprit gjord från distellerier, och jard, hemmabryggt öl från ris. På högre höjd finns hirsöl (tongba eller chang).

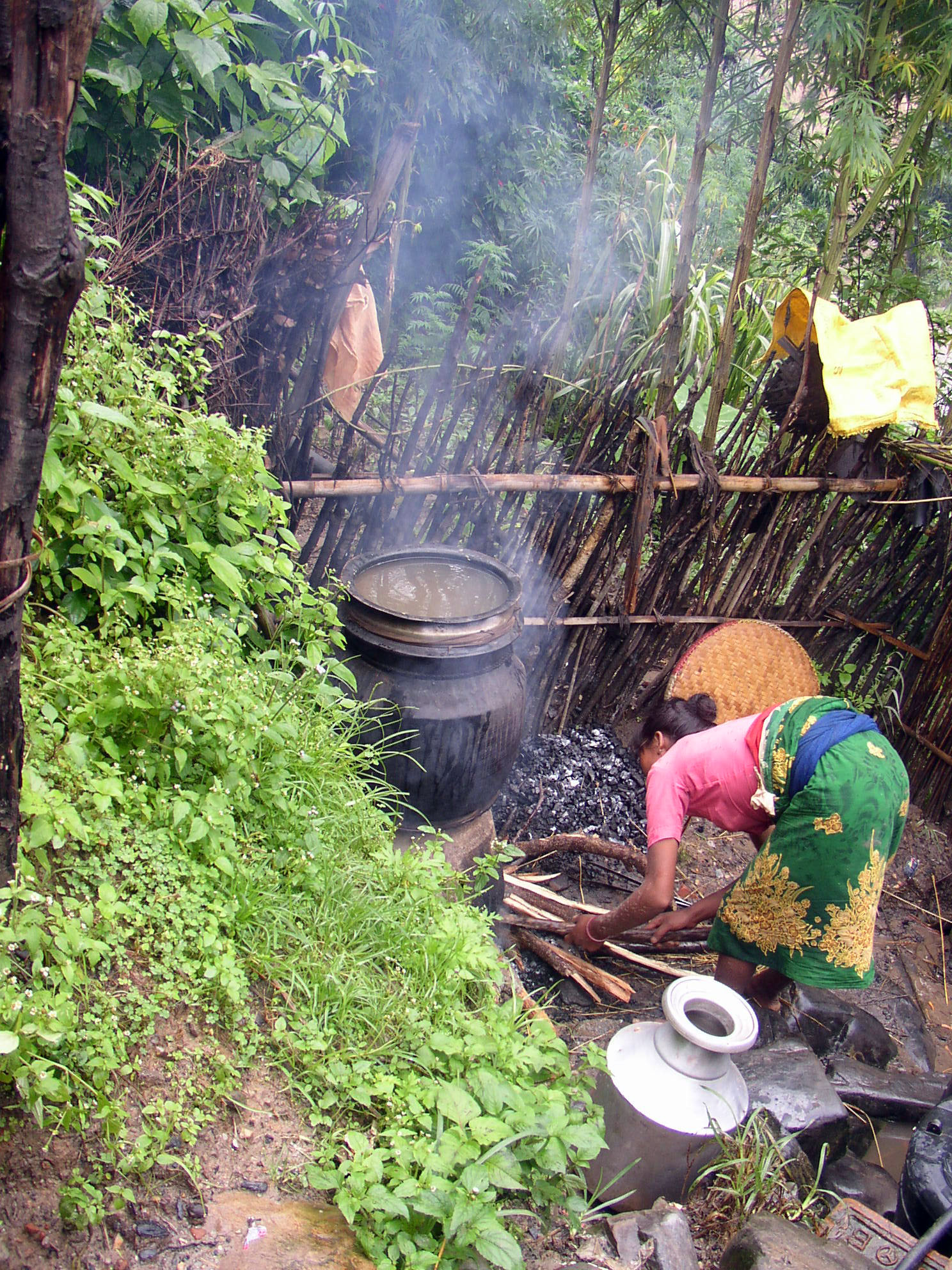
Raksi distilleri
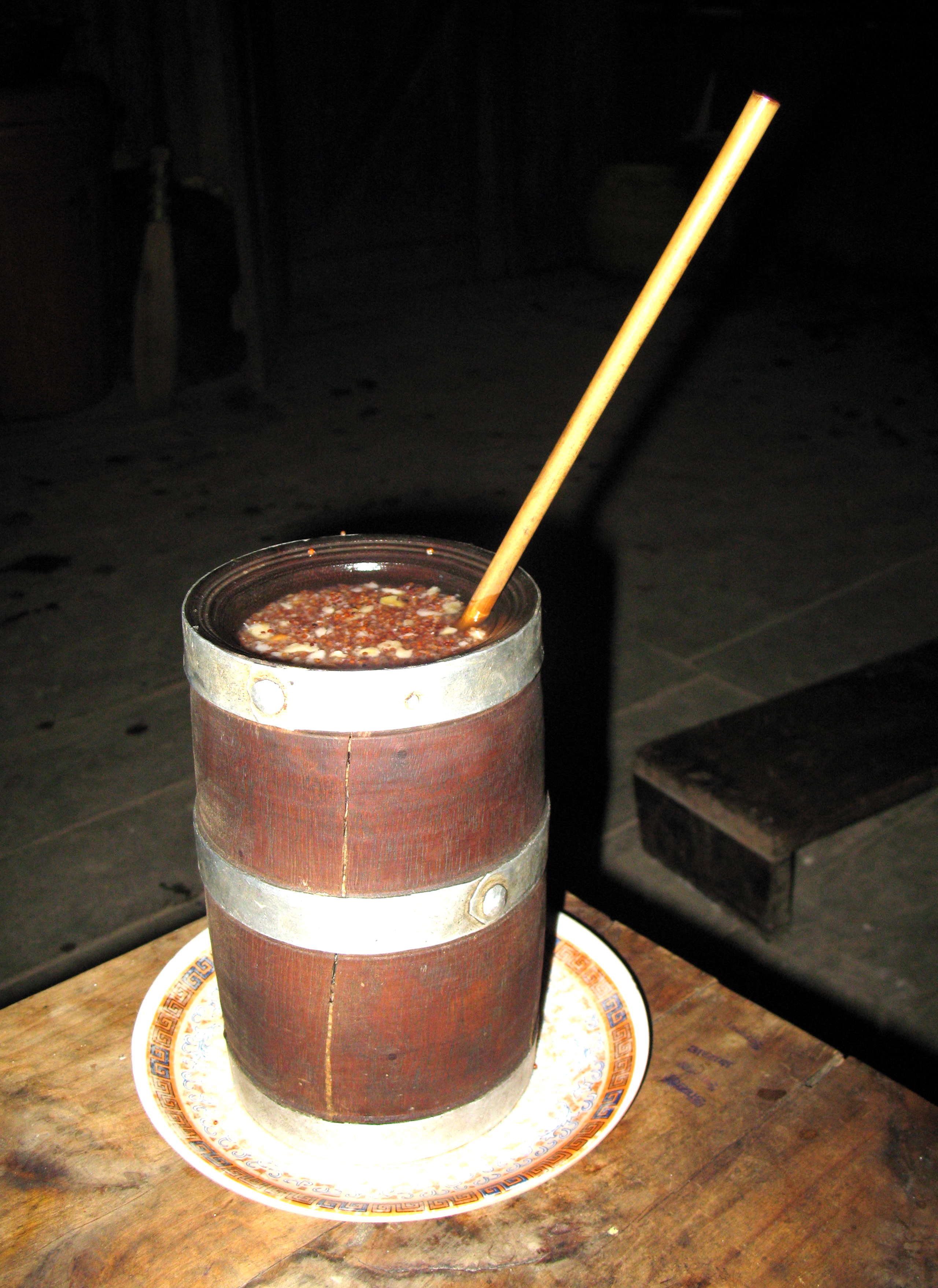
Tongba
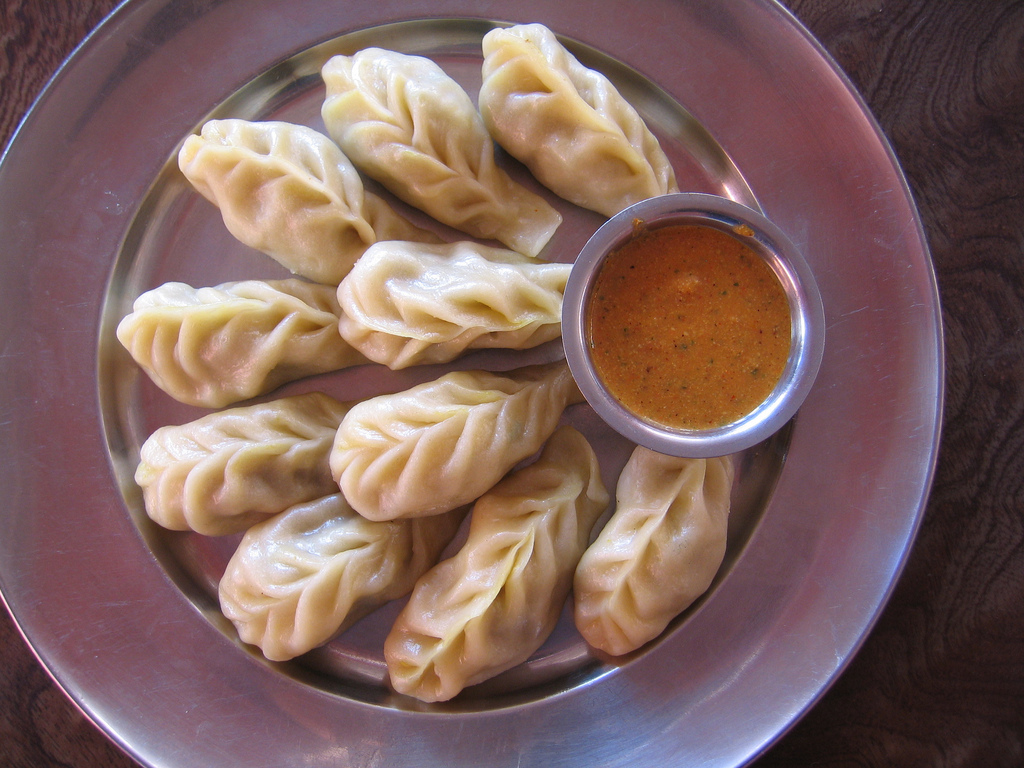
Tibetansk Momo
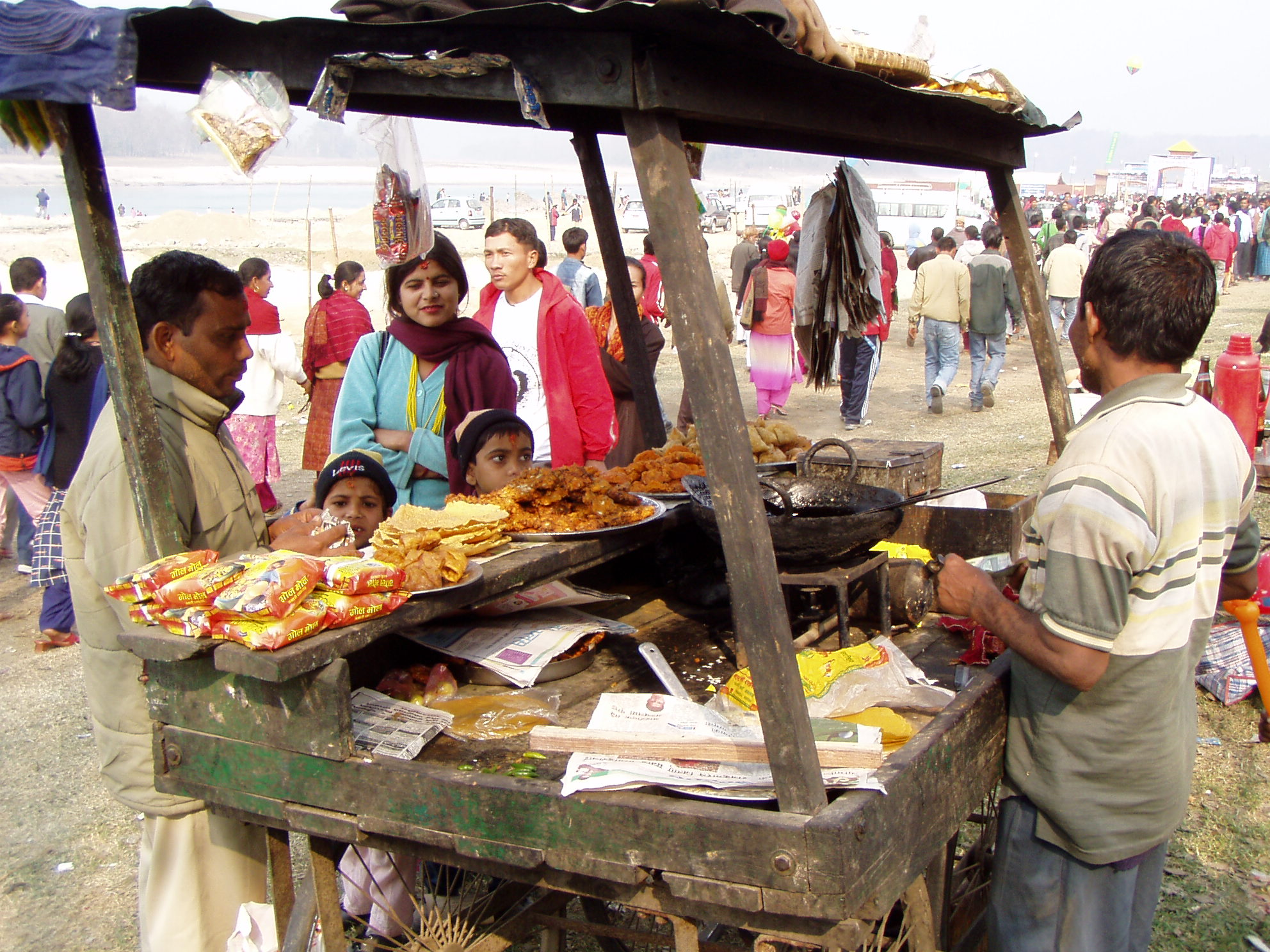
Snacksförsäljare

## Etikett
Måltider intas traditionellt sittande eller sittande på huk på golvet, även om de flesta urbana restaurangerna har bord och stolar. En stor mängd bhat (kokat ris eller andra tillagade sädesslag som till exempel majs eller korn) eller en hög roti (runda tunna bröd, ganska lika chapati) serveras på en thali (en tallrik av mässing eller rostfritt stål, med en diameter på cirka 30 cm, och ibland med fack för olika mattillbehör). Riset omges av små mängder tillagade grönsaker, pickles eller yoghurt, fisk eller kött. Linssoppa (dal) och grönsakscurry (tarkari) serveras i små skålar vid sidan av tallriken, för att senare hällas över riset. Maten äts med hjälp av fingrarna på höger hand. Den vänstra handen, som traditionellt använts vid toalettbesök, bör inte vidröra maten, men kan användas för att hålla kopp eller glas. Den högra handen bör tvättas före och efter måltiden.